# Golgotha
Pour les articles homonymes, voir Golgotha (homonymie) et Calvaire.

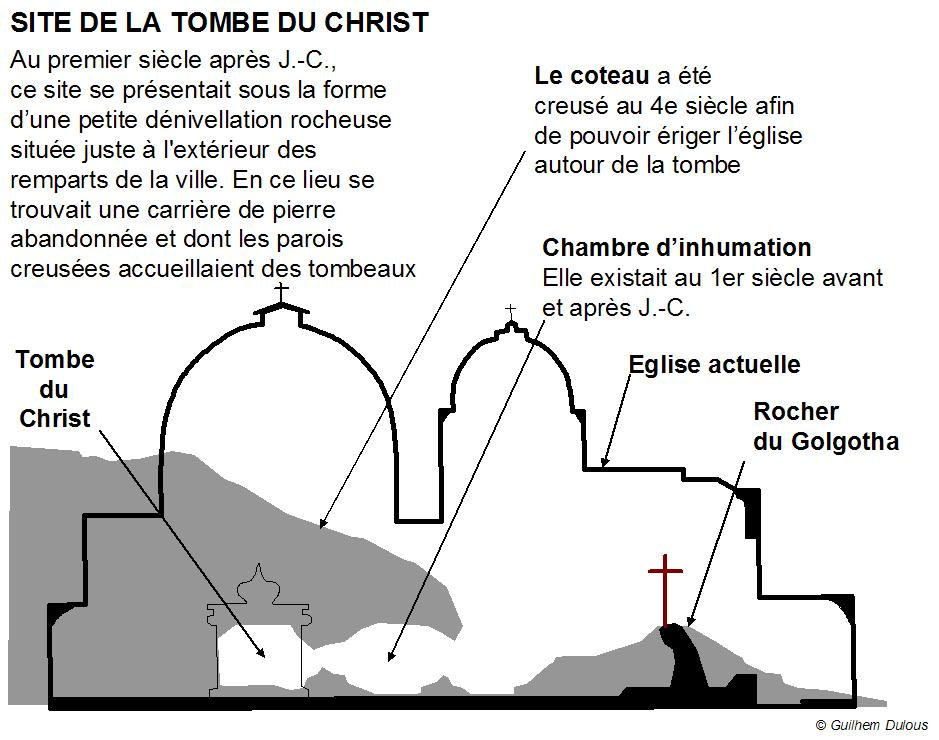
Schéma no 1 : le site du tombeau du Christ.

Le Golgotha  ou Calvaire, nommé aussi « lieu du crâne », est une colline située dans l'Antiquité à l'extérieur de Jérusalem, sur laquelle les Romains attachaient les condamnés à mort sur une croix en forme de T. Il est connu pour être le lieu où Jésus a été crucifié, d'après les évangiles.
Son emplacement suscite des débats : au IVe siècle, sous la direction d'Hélène, la mère de l'empereur Constantin Ier, un petit monticule a été désigné comme étant le lieu de crucifixion de Jésus. C'est ce lieu qui est aujourd'hui appelé Golgotha, bien que de nombreux historiens doutent de la pertinence de cette localisation. Elle est désormais incluse dans la basilique du Saint-Sépulcre.

## Toponymie
« Golgotha » vient du grec ancien Γολγοθᾶ[ς], lui-même tiré de l'araméen gulgalt ou gulgūltá signifiant littéralement « crâne-sommet », issu du verbe gdlal « rouler », d'où la signification dérivée de « chose qui peut rouler, objet sphérique, crâne », ce terme dans la Bible prenant le sens de « crâne ». Ce nom araméen a été traduit en hébreu biblique par gulgōlet. Les trois évangiles attribués à Mathieu, Marc et Jean écrits en grec indiquent que le lieu-dit où a été crucifié Jésus s'appelait Κρανιου Τοπος (kraniou topos, « lieu du crâne »). La Vulgate emploie le terme latin féminin de Calvaria qui a le même sens de crâne. C'est à ce dernier mot que se rattachent les mots calvus (chauve), la calvitie et en latin ecclésiastique le calvaire, adaptation du syntagme calvariae locus, littéralement « lieu du crâne ».
Charles Gordon s'est ingénié à justifier l'onomastique du calvaire de Gordon par la forme du lieu dont une protubérance sur la paroi ressemble à un visage ou à un crâne. Il trouve mieux encore en assimilant symboliquement Jérusalem à un squelette dont les pieds trempent dans la piscine de Siloé, dont le séant repose sur l'esplanade du Temple et le crâne au niveau du calvaire de Gordon.
L'interprétation usuelle est que la colline au nord de Jérusalem qui porte le nom de Golgotha est appelée ainsi à cause de sa forme dénudée, comme les toponymes arabes appelés ras (promontoires pelés, nus et plats comme un crâne), ou comme les oronymes du monde entier qui ont le nom de « mont chauve ». Il a été suggéré également que les corps des suppliciés restant sur le site de l'exécution, celui-ci était garni d'ossements et notamment de crânes. La majorité des philologues pensent cependant que le Golgotha désignait initialement une modeste éminence arrondie et déboisée, et que les auteurs bibliques, par un phénomène de réinterprétation, lui ont donné une étymologie populaire en surtraduisant  Golgotha en grec par « lieu du crâne ». En effet, le mot crâne remonte, par l'intermédiaire du latin cerebrum (« cerveau ») et non de calvaria, à l'indo-européen *ker qui désigne des objets protubérants (la corne, le cerebrum latin, le kranion grec) tandis que le mot calvitie remonte au latin calvus, qui devait signifier « cruche ».

## Les fouilles archéologiques

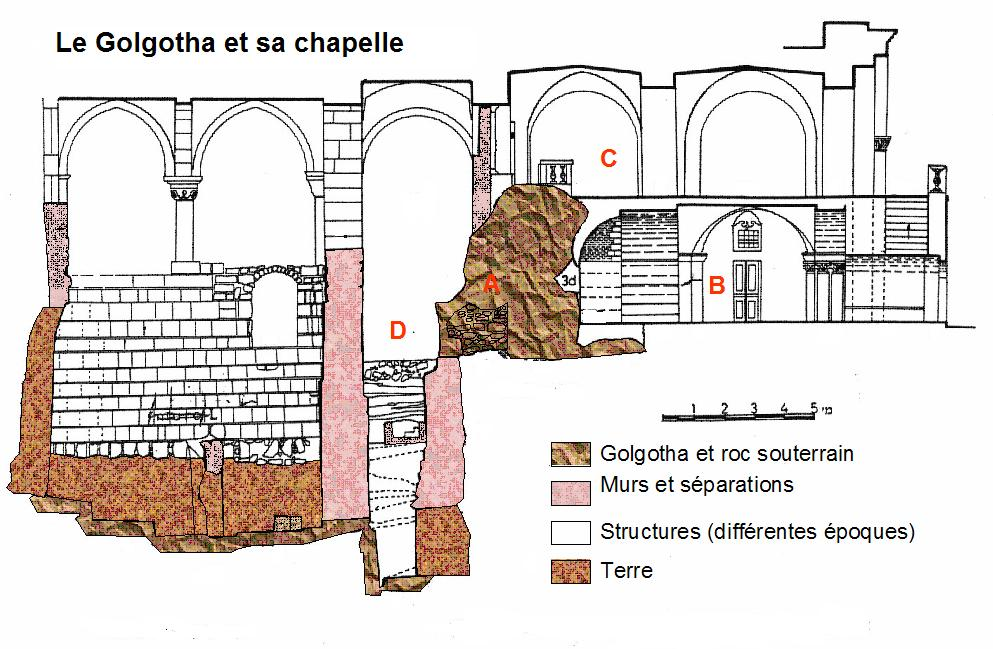
Schéma no 2 : le Golgotha et la chapelle.

La localisation du Golgotha à l'époque de Jésus n'est pas connue. La ville de Jérusalem a été détruite à deux reprises après la Grande révolte juive en 70, puis entièrement rasée en 135 au moment de la révolte de Bar Kokhba. La totalité des habitants juifs a alors été expulsée d'une grande partie de la Judée avec interdiction d'y revenir sous peine de mort. Une cité grecque, Ælia Capitolina, a été reconstruite sur une partie de l'emplacement de Jérusalem. La localisation des sites mentionnés dans les textes juifs a ainsi été perdue et par exemple le mont Sion a alors « sauté » d'une colline à une autre. Un grand nombre d'historiens jugent improbable le site qui a été retenu au IVe siècle sous la direction d'Hélène, la mère de l'empereur Constantin Ier comme étant le Golgotha. Une partie d'entre eux estime que le lieu appelé calvaire de Gordon est beaucoup plus probable,.
D'après les fouilles menées dans la basilique du Saint-Sépulcre par le franciscain Virgilio Corbo dans les années 1960, des traces de taille de pierre et de culture ont été mises au jour. Elles indiquaient une utilisation du mont du Golgotha bien avant sa mention dans le Nouveau Testament. Hors de la ville, le lieu servait de carrière de pierre « malaki » dès le VIIIe siècle av. J.-C. Par la suite, au Ier siècle av. J.-C., les cavités furent recouvertes de terre et le lieu fut transformé en jardin. C'est le jardin du Golgotha dont parlent les évangiles. Par ailleurs, des traces de cultures furent trouvées dans la grotte de l'invention de la Croix. Dans le même temps, tout un réseau de grottes sépulcrales fut édifié à l'ouest de la carrière. Les tombeaux furent creusés dans de hautes parois rocheuses verticales ; parmi ces dernières on trouve surnommée selon l'usage la « tombe de Joseph d'Arimathie ».
À 35 m du sépulcre, un gros monolithe calcaire (v. le schéma no 2, A) avait été isolé au milieu des carrières. Les dimensions actuelles du bloc sont impressionnantes : sa hauteur totale fait en moyenne 11 m, dont 4,50 m sont au-dessus du sol de l'église (v. le schéma no 2, B). De forme irrégulière, son diamètre varie entre 5 et 7 mètres. À l'époque du Christ, il était en partie recouvert par les débris des carrières ainsi que la terre apportée naturellement par l'activité érosive : seule sa partie supérieure arrondie était alors visible. Son sommet à la forme étrange d'un « crâne » et se situe au niveau du sol de l'actuelle chapelle du Golgotha (V. Schéma no 2, C). Une étude du bloc calcaire a permis de faire des recherches sur la grotte qu'il renferme et dont l'ouverture se situe au niveau du sol de l'église (V. Schéma no 2,  D). C'est une cavité naturelle relativement grande dont les parois sont irrégulières et très rugueuses. Une anfractuosité naturelle partage le bloc du sommet jusqu'à la voûte de la grotte.
Selon Nazénie Garibian de Vartavan, le véritable lieu du Golgotha serait précisément situé à la verticale de l'autel de la basilique constantinienne, désormais enterrée, et à l’écart du lieu où le rocher du Golgotha est actuellement situé. Les plans publiés dans le livre indiquent l'emplacement du Golgotha avec une précision de moins de deux mètres sous le passage circulaire situé à un mètre de l'endroit où la tradition veut que la tunique tachée de sang du Christ ait été retrouvée et immédiatement avant l'escalier qui mène à la chapelle Sainte-Hélène (mère de l'empereur Constantin), aussi appelée chapelle Saint-Grégoire l'Illuminateur.

## Le Golgotha dans les Évangiles

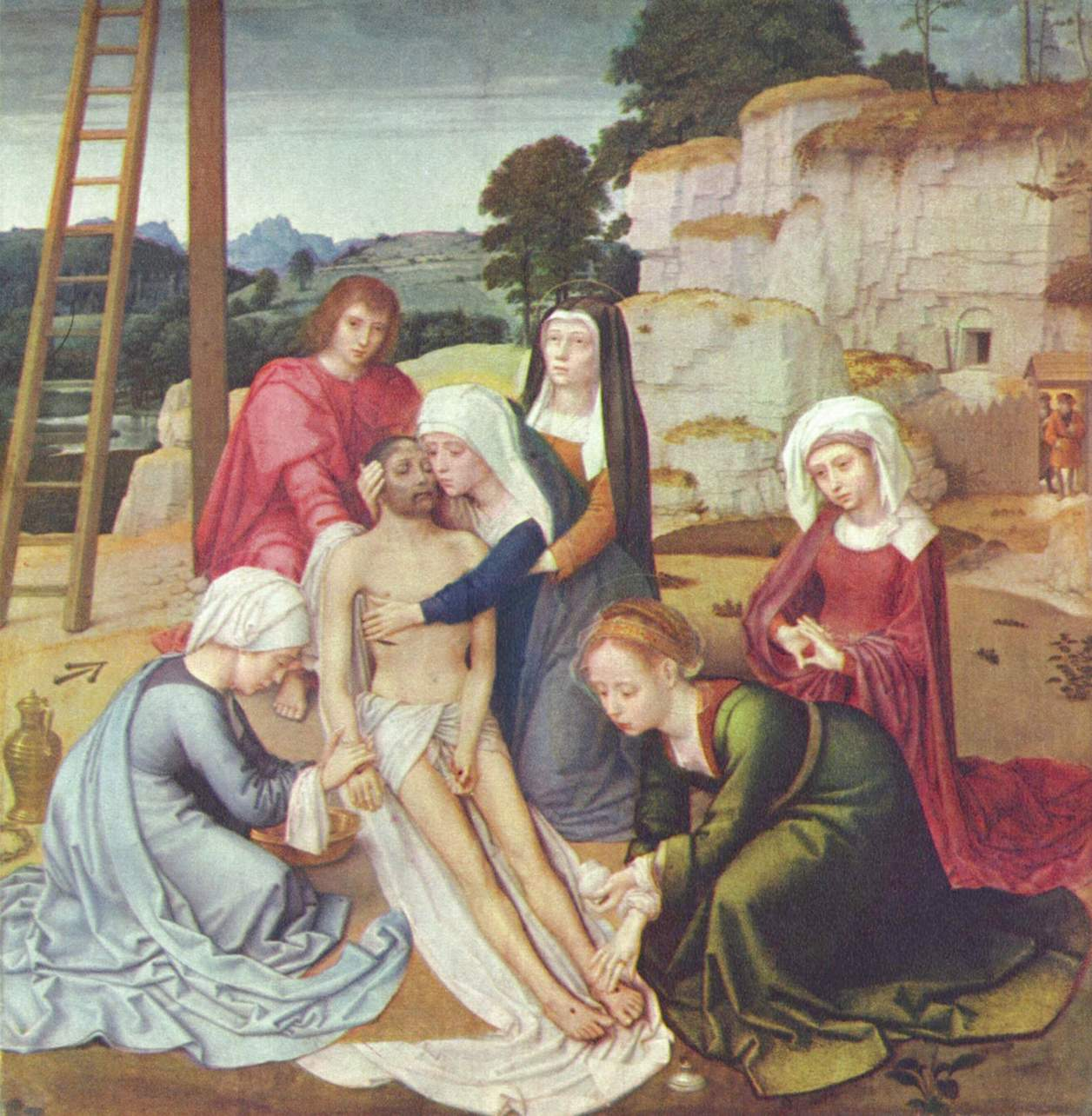
Le Christ après la crucifixion, par Gérard David (XVIe siècle).

Le calvaire est évoqué dans tous les évangiles du Nouveau Testament : 
- Matthieu (27:33) : « Arrivés au lieu nommé Golgotha, ce qui signifie lieu du crâne. » ;
- Marc (15:22) : « Et ils conduisirent Jésus au lieu nommé Golgotha, ce qui signifie lieu du crâne. » ;
- Luc (23:33) : « Lorsqu'ils furent arrivés au lieu appelé crâne, ils l'y crucifièrent. » ;
- Jean (19:17)  « Ils prirent donc Jésus ; il sortit portant sa croix et vint au lieu dit du crâne, ce qui se dit en hébreu Golgotha. »

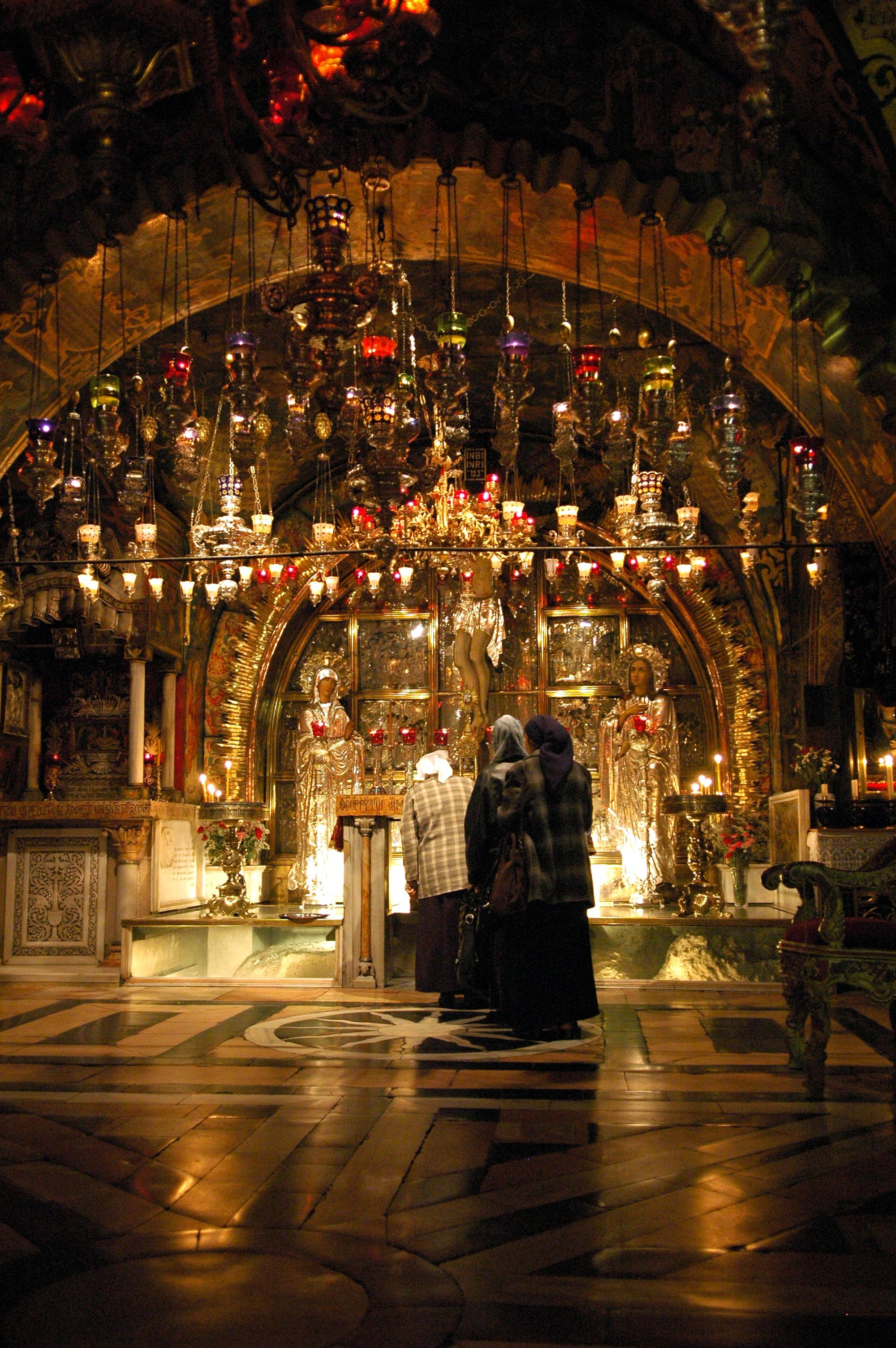
Chapelle grecque orthodoxe du Golgotha.

Le mot לְגֻלְגַּלֹתָם, LGLGLTM, Legoulgualotam, apparaît quatre fois au chapitre 1er du Livre des Nombres, versets 2, 18, 20 et 22. La traduction est « par tête » ou « par crâne », comme dans l'Exode 16, 16 ou 38, 26 et les Nombres 3, 47. Mais dans les Juges, 9, 53 (Abimelek) et le 2e livre des Rois 9, 35 (Jézabel), גֻּלְגָּלְתּ, GLGLT, Goulgolèt signifie bien « crâne ».
Le Nouveau Testament décrit le calvaire comme un lieu proche de Jérusalem (Jean 19:20), à l'extérieur des remparts (Hébreux 13:12) conformément à la tradition juive. C'est le lieu où Jésus fut crucifié, mais aussi où il aurait été enterré après son exécution. Une tradition chrétienne fixe l’emplacement du tombeau du Christ sous l'église du Saint-Sépulcre depuis son « invention » en 326 par l’impératrice Hélène ; mais d'autres traditions le situent en des lieux concurrents : au nord du mont Sion selon Eusèbe de Césarée, au sommet du mont des Oliviers ou de la montagne de Gibéon selon Épiphane de Salamine. L’intervalle de trois siècles entre la crucifixion et la découverte de son emplacement fait ainsi hésiter sur son authenticité et explique que le site actuel fut longtemps, et reste encore très discuté.

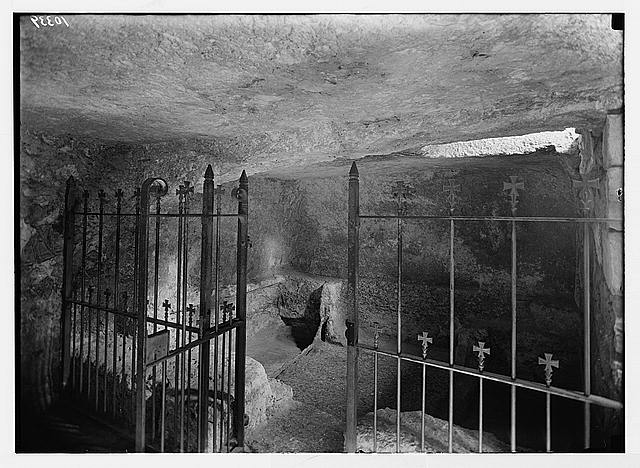
La tombe de Jésus dans le jardin de la Tombe.

C'est sur le Golgotha que l'empereur romain Constantin le Grand a construit l'église du Saint-Sépulcre de Jésus aux environs de 326 -332. C'est aussi le lieu où la tombe de Jésus et la vraie croix auraient été découvertes par  Hélène en 326, la mère de Constantin. C'est le principal lieu saint du christianisme et un des principaux sanctuaires de Terre sainte.
En 1885, Charles Gordon a suggéré un autre lieu pour le Calvaire, le jardin de la Tombe, situé au nord du Saint Sépulcre dans les environs de la Porte de Damas et datant de la période de l'Empire byzantin. Cela correspondrait à la description de Jean (19:41) : « Or il y avait un jardin au lieu où il avait été crucifié, et dans ce jardin un tombeau neuf ». Dans le jardin, on peut trouver un rocher escarpé qui contient deux grandes cavités qui ressemblent étrangement à des yeux de tête de mort.

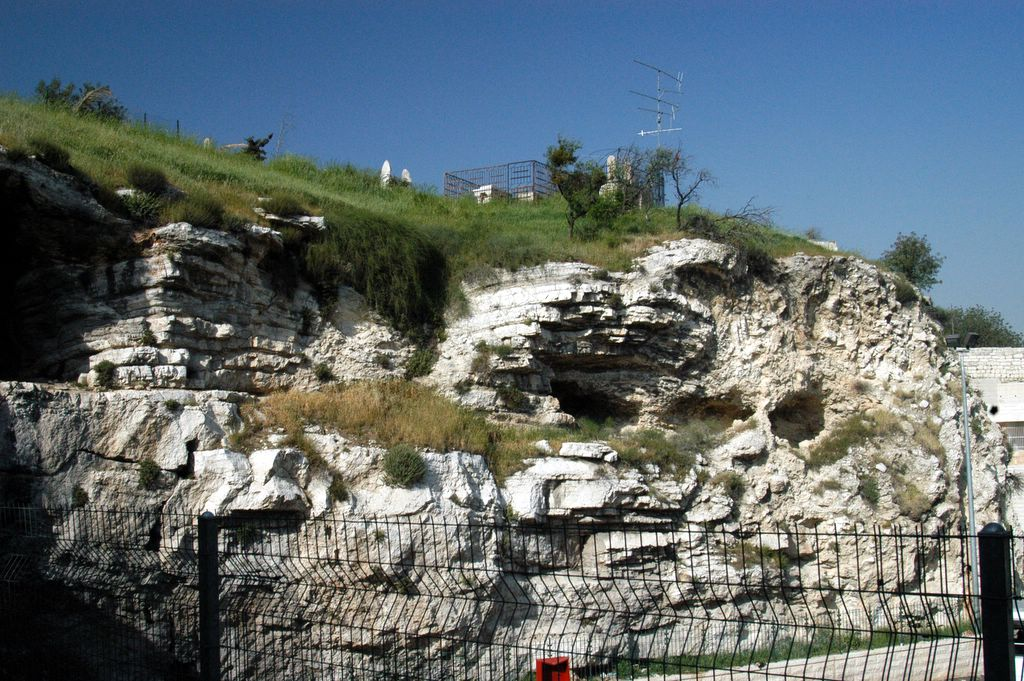
Jardin de la Tombe, Jérusalem Est.
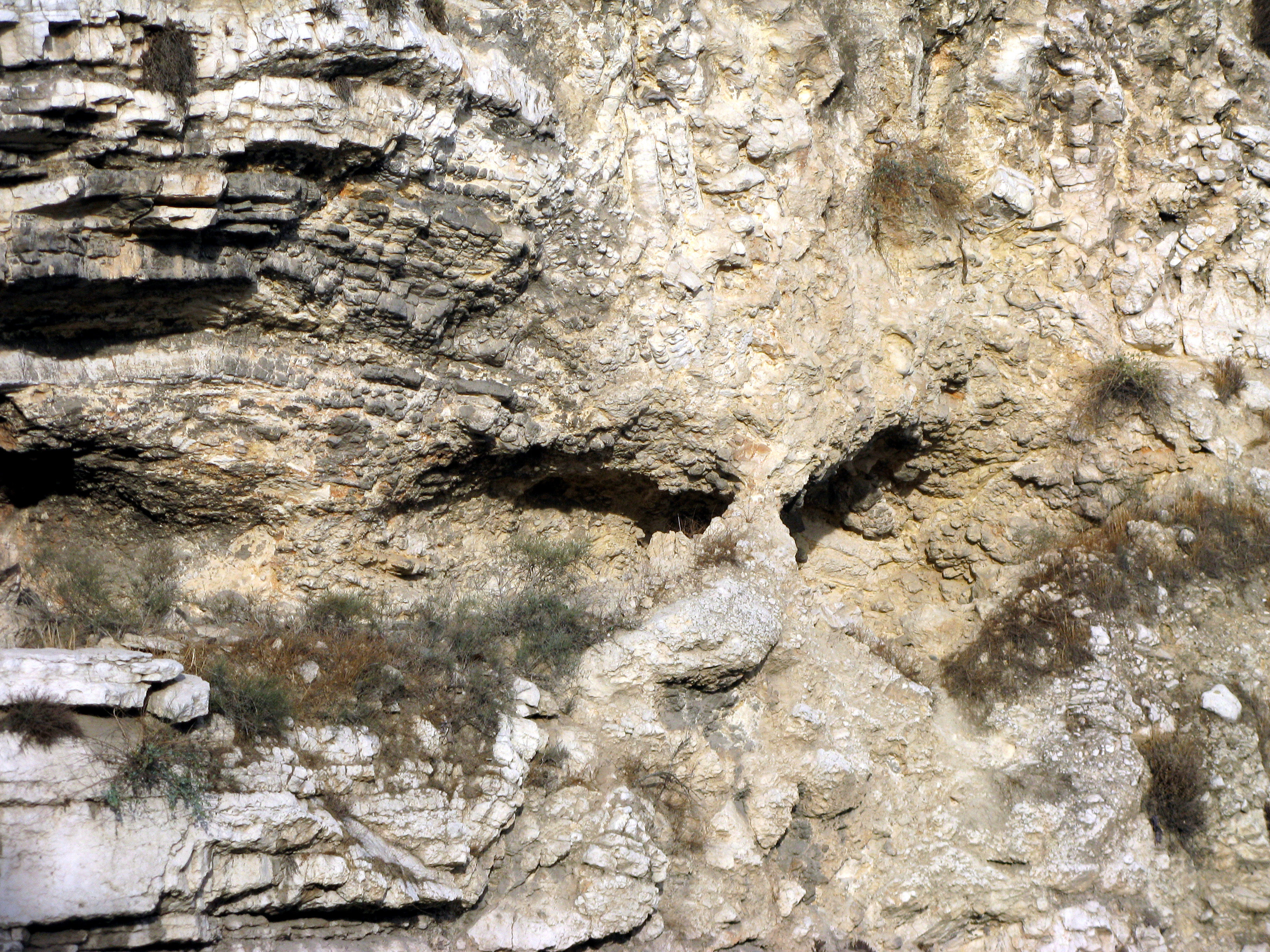
La forme d'un crâne se découpe dans la paroi rocheuse du Calvaire.

## Représentations et traditions religieuses

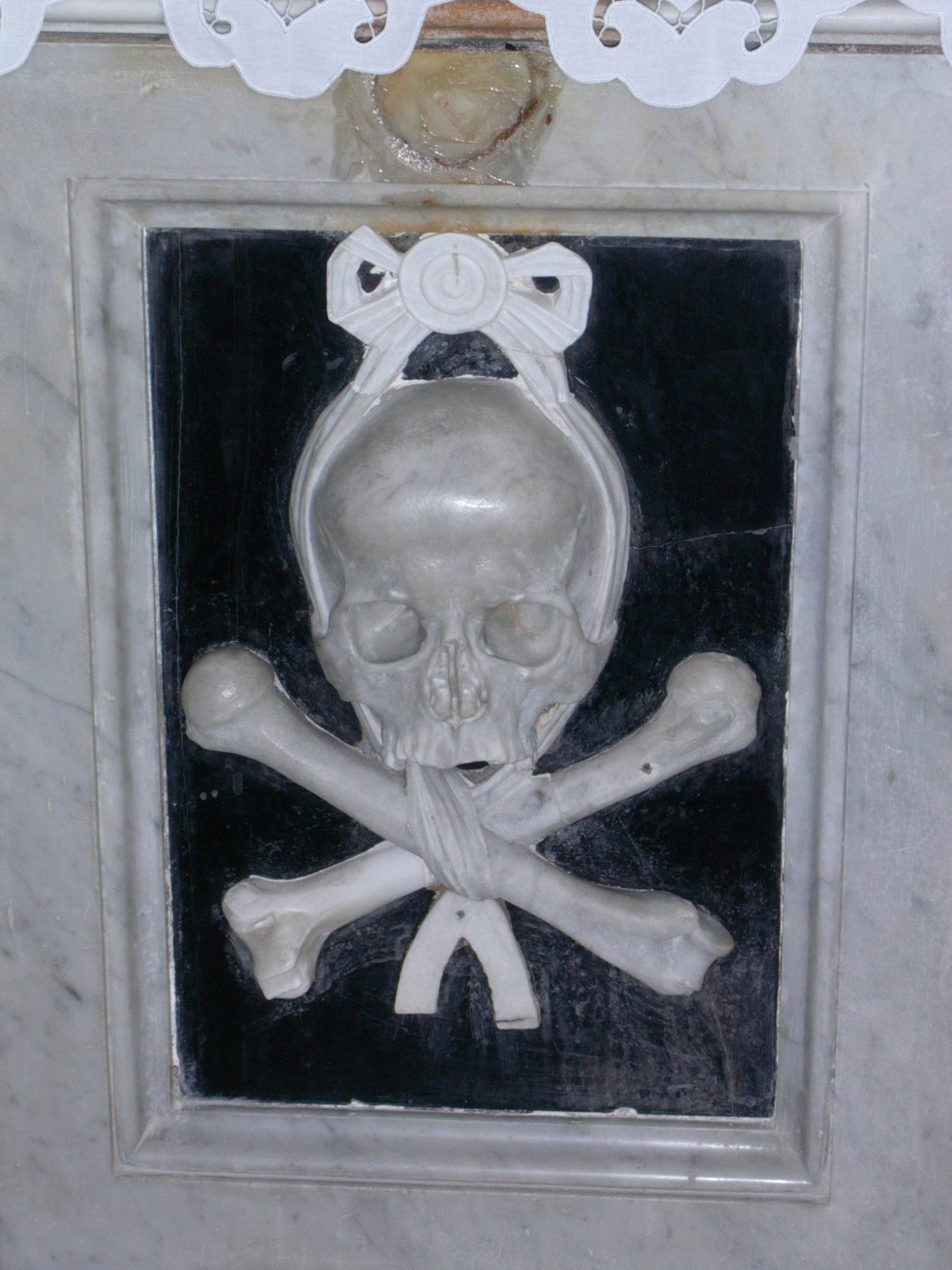
Une tête de mort et les ossements, symboles de la découverte du crâne d'Adam lors de la crucifixion du Christ, église croate de Zadar (Croatie) en 2006.

Les peintures représentant la crucifixion de Jésus portent fréquemment le titre de calvaire. Ce nom est aussi attribué à certains édifices religieux en haut de promontoires naturels ou sur des collines artificielles construites par des croyants. Le terme est également utilisé pour certains cimetières, spécialement ceux appartenant à la religion catholique. Il est par ailleurs employé pour définir une tâche extrêmement pénible, pratiquement insurmontable, en référence à l'ascension du Christ sur le Golgotha, le jour de sa crucifixion.
L'art religieux (peintures, sculptures, etc.) représente souvent des crânes afin de rappeler cette histoire. On trouve souvent sous les crucifix et les croix une tête de mort.

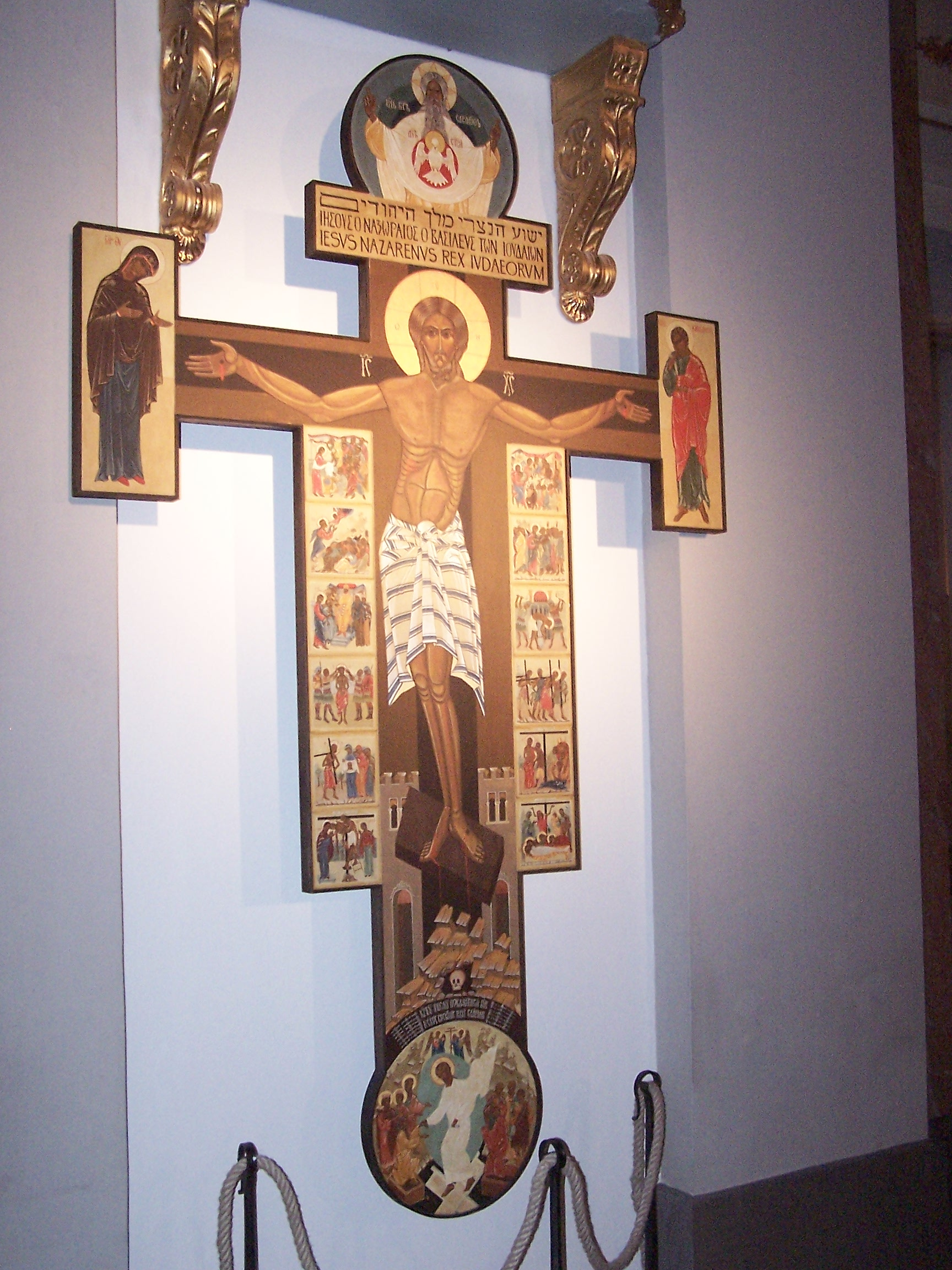
Le Christ crucifié sur le mont Golgotha avec le crâne d'Adam représenté.

Selon une légende, le Golgotha serait le lieu où le corps d'Adam a été enfoui, et lors de la crucifixion de Jésus aurait été découvert son crâne, enseveli en ce même lieu. La tradition chrétienne enseigne que le sacrifice du Christ, puis sa résurrection trois jours après, pardonne le péché originel dont Adam était responsable et apporte de ce fait le salut de l'humanité.
La religieuse catholique allemande, mystique, Catherine Emmerich aurait eu des visions du Golgotha[évasif].